# Kamer van volksvertegenwoordigers

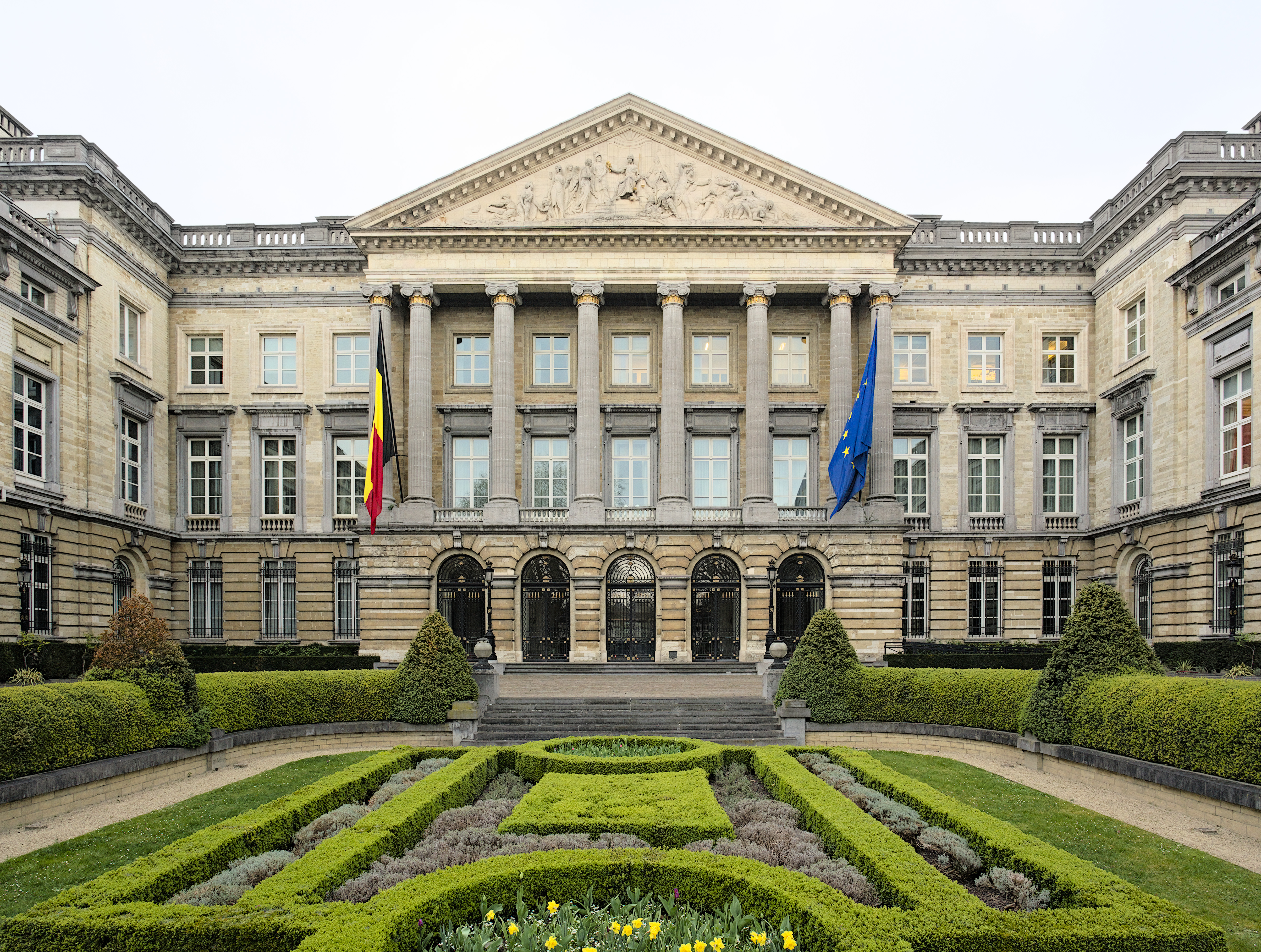
Het Belgische federale parlementsgebouw of het Paleis der Natie te Brussel.

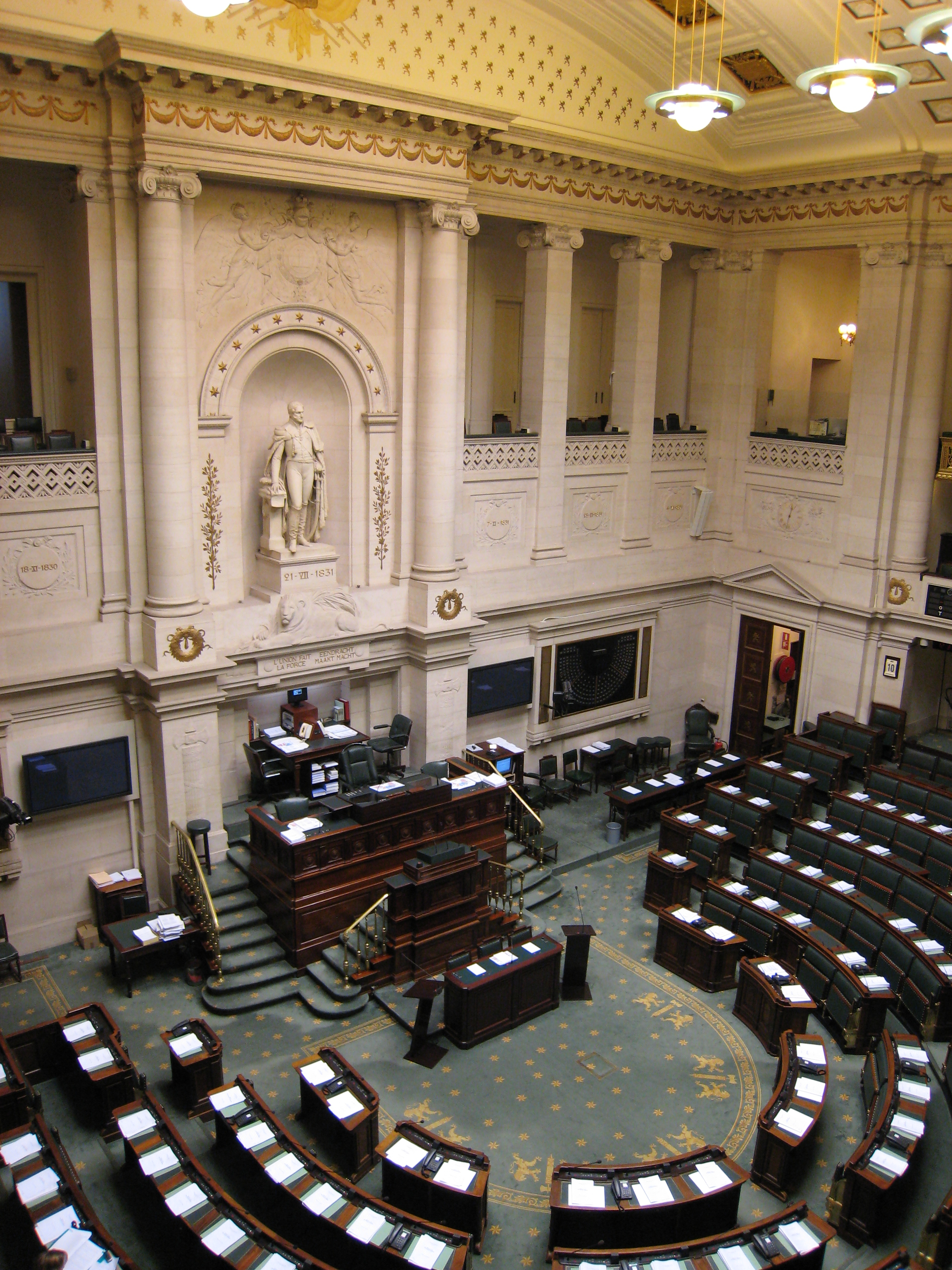
Plenaire vergaderzaal.

De Kamer van volksvertegenwoordigers (Frans: Chambre des représentants; Duits: Abgeordnetenkammer) of kortweg de Kamer is sinds 1831 een van de twee kamers van het tweekamerstelsel van het Federaal parlement van België. De andere kamer is de Senaat. De gemeenschappelijke vergadering van de Kamerleden en de senatoren vindt plaats in de Verenigde Kamers. Deze organen, en dus ook de Kamer van volksvertegenwoordigers, zetelen in het Paleis der Natie in Brussel.
De Kamer telt sinds 1995 150 leden (voordien 212 leden) die rechtstreeks verkozen worden bij algemeen enkelvoudig stemrecht door alle meerderjarige kiesgerechtigde Belgen, voor wie een opkomstplicht geldt. De leeftijdsgrens voor verkiesbaarheid is sinds 24 mei 2014 18 jaar (daarvoor 21 jaar).
Om een representatieve verdeling te verkrijgen wordt het halfrond gevuld door kandidaten uit elf kieskringen. Die vallen samen met de 10 provincies en het arrondissement Brussel-Hoofdstad. Voor de zesde staatshervorming was er echter een uitzondering in Vlaams-Brabant: het arrondissement Leuven had een eigen kieskring, en Halle-Vilvoorde vormde samen met Brussel-Hoofdstad de kieskring Brussel-Halle-Vilvoorde (BHV).
De huidige legislatuur is de 56ste legislatuur sinds de oprichting van het parlement in 1831 en duurt van 2024 tot 2029.
Sedert juli 2024 is Peter De Roover voorzitter van de Kamer van volksvertegenwoordigers. Hij leidt de plenaire vergaderingen, die in de regel op donderdag plaatsvinden.

## Geschiedenis
De Kamer van volksvertegenwoordigers werd door het Nationaal Congres opgericht op 7 februari 1831, de dag van het aannemen van de Belgische Grondwet. Deze datum staat afgebeeld op de muur van de plenaire vergaderzaal.
Sinds de Gelijkheidswet van 18 april 1898 gebeuren de werkzaamheden in het Nederlands en het Frans. Voordien was dat enkel het Frans.

## Bevoegdheden

### Wetten maken
De Kamer van volksvertegenwoordigers is samen met de Senaat bevoegd voor aangelegenheden betreffende de Grondwet, de wetten betreffende de staatsinrichting, de goedkeuring van de internationale verdragen enzovoort. De Kamer is voor de overige wetgeving bevoegd, maar de Senaat kan binnen bepaalde termijnen wijzigingen voorstellen aan teksten die de Kamer aangenomen heeft of op eigen initiatief wetsontwerpen aan de Kamer voorleggen. De Kamer heeft in deze gevallen hoe dan ook het laatste woord. De Raad van State staat de Kamer bij inzake wetgeving.
Hoe een wetsvoorstel wordt gestemd, is afhankelijk van de procedures voorgeschreven in de Grondwet. De Grondwet voorziet per categorie van wetsvoorstellen een aparte procedure:
- Monocamerale procedure
- Bicamerale procedure
- Optioneel bicamerale procedure

De werking van deze procedures en voor welke wetsvoorstellen zij van toepassing zijn, staan nauwkeurig beschreven in de Grondwet.
Verder staat de Kamer in voor het verlenen van naturalisaties, vaststellen van de getalsterkte van het leger, benoeming van parlementaire ombudsmensen en het onderzoek van hun activiteitenverslag.
De Kamer en Senaat zijn beide bevoegd voor onderzoek naar geloofsbrieven van hun leden, verwijzing naar en dagvaarding voor een hof of rechtbank van hun leden of aanhouden ervan, vaststelling en wijziging van hun reglement, vaststelling van hun dotatie, onderzoek van bij elke kamer ingediende petities en beide hebben ook vragenrecht. Dit wil zeggen dat men schriftelijke en mondelinge vragen aan ministers kan stellen.
Kamer en Senaat zijn beurtelings bevoegd voor benoeming van kandidaat-rechters voor het Grondwettelijk Hof (vroeger Arbitragehof) en voor kandidaat-staatsraden voor de Raad van State.

### Een regeringsmeerderheid vormen
De regering moet bij haar aantreden het uitdrukkelijk vertrouwen krijgen van de meerderheid van de Kamerleden. Dit wil zeggen minimaal 76 Kamerleden. (Art. 101 GW)

### Het regeringsbeleid controleren
Aan de hand van interpellaties controleert de Kamer de federale regering. Een interpellatie kan afgesloten worden met een stemming over een motie van vertrouwen/wantrouwen.

### De staatsfinanciën controleren
De Kamer is bevoegd voor de financiën van de federale Staat. De Kamer alleen keurt de begrotingen goed en stelt de eindrekening vast. Het Rekenhof staat de Kamer bij in de controle van de staatsuitgaven. De leden van het Rekenhof worden door de Kamer benoemd.

### Beleidsinformatie verzamelen
De Kamerleden stellen jaarlijks ongeveer 1.500 mondelinge en ongeveer 2.300 schriftelijke vragen. Ze kunnen ook onderzoekscommissies oprichten om maatschappelijke problemen te onderzoeken. Op basis van deze beleidsinformatie worden wetgevende initiatieven genomen.

### Diverse opdrachten
De Kamer benoemt een ombudsman, die de klachten van de burgers onderzoekt. Tevens onderzoekt ze petities van burgers, verleent ze de Belgische nationaliteit bij wege van naturalisaties en benoemt ze onder andere de raadsheren bij het Rekenhof.

## Bestuur
De Kamer heeft een reglement, om haar werking verder te bepalen. De volgende bestuursorganen komen daarin voor:

### Politiek bestuur
- Bureau van de Kamer: het Bureau is het leidinggevend orgaan van de Kamer en heeft een algemene bestuursbevoegdheid. Het Bureau stelt onder meer de statuten op van de Kamerleden, het personeel en de organen van de Kamer. Het benoemt en ontslaat het personeel. Het Bureau komt doorgaans eenmaal per trimester samen en bestaat uit:
  - één voorzitter, verkozen door de plenaire vergadering,
  - ten hoogste vijf ondervoorzitters, verkozen door de plenaire vergadering,
  - ten hoogste vier secretarissen, verkozen door de plenaire vergadering,
  - toegevoegde bureauleden voor iedere Kamerfractie met ten minste twaalf leden die geen voorzitter, ondervoorzitter of secretaris heeft in het Bureau, dan kan, als zij dat wenst, de fractie een toegevoegd lid aanwijzen. Deze toegevoegde leden worden, behalve wat een aantal specifieke taken betreft, gelijkgesteld met de secretarissen.
  - alle fractieleiders, waarvan de voorzitters van de fracties die ten minste twaalf leden tellen en de voorzitters van de fracties die vijf tot elf leden tellen, behalve wat een aantal specifieke taken betreft, gelijkgesteld worden met respectievelijk de ondervoorzitters van de Kamer en de secretarissen van de Kamer.
- De voorzitter van de Kamer: hij of zij vertegenwoordigt de Kamer als instelling en is tevens de woordvoerder. De voorzitter leidt, in overleg met de fractievoorzitters, de werkzaamheden en beschikt hiervoor over ruime bevoegdheden: hij of zij handhaaft de orde tijdens de vergadering, kan advies vragen aan de Raad van State over een wetsvoorstel of een wetsontwerp. De voorzitter wordt verkozen door de plenaire vergadering voor de duur van een parlementair jaar. Maar in de praktijk blijft de voorzitter aan voor een legislatuur. Doorgaans maakt de voorzitter deel uit van de meerderheid en wordt het ambt toegewezen in het kader van de regeringsonderhandelingen.
- Conferentie van Voorzitters van de Kamer: De Conferentie van Voorzitters is een van de belangrijkste organen van de Kamer. De Conferentie regelt namelijk de werkzaamheden. Ze komt wekelijks bijeen om de agenda van de plenaire vergadering te bespreken en legt zo nodig de spreektijd per partij vast. De Conferentie spreekt zich uit over de bijeenroeping van de commissies, over de behandeling van interpellaties en over alle politieke strijdpunten die de Kamer aanbelangen. De Conferentie legt ook de agenda van het parlementaire jaar vast. De conferentie bestaat uit:
  - de voorzitter van de Kamer,
  - de ondervoorzitters van de Kamer,
  - de gewezen voorzitters die nog Kamerlid zijn,
  - de fractievoorzitters,
  - één lid van elke fractie,
  - de minister die instaat voor de betrekkingen met de Kamer, adviserend.
- College van Quaestoren: Het College van Quaestoren staat in voor het materieel en financieel beheer van de Kamer: de gebouwen, het personeel, informatica, de uitgaven. Het College stelt de ontwerpbegroting van de Kamer op. Zonder de goedkeuring van het College kunnen geen uitgaven worden gedaan. Het College doet aan het Bureau voorstellen in verband met de benoeming en afzetting van personeel. Het bestaat uit vijf Kamerleden. Ze worden voor een termijn van twee jaar verkozen door de plenaire vergadering. Het College wordt bijgestaan door de quaestuurdiensten.

### Administratief bestuur
- Secretaris-generaal: De secretaris-generaal is de hoogste ambtenaar van de Kamer. Hij/Zij wordt benoemd in de plenaire vergadering van de Kamer. Hij/Zij is de eerste adviseur van de Kamervoorzitter. Hij/Zij notuleert en voert de beslissingen van de Kamer uit. Hij/Zij heeft de hoge leiding van de diensten en het personeel van de Kamer. Sinds 1 november 2024 is Nicole Marquet secretaris-generaal van de Kamer.
- Adjunct-secretaris-generaal: De adjunct-secretaris-generaal wordt door het Bureau van de Kamer benoemd. Hij/Zij staat de secretaris-generaal bij en vervangt hem/haar bij verhindering. De huidige adjunct-secretaris-generaal is John Stevens, directeur-generaal van de Wetgevende diensten.
- Directeur-generaal van de Quaestuurdiensten: De directeur-generaal wordt benoemd door het Bureau van de Kamer op voorstel van het College van Quaestoren. Hij/Zij is de adviseur van het College van Quaestoren en leidt de quaestuurdiensten. De huidige directeur-generaal van de quaestuurdiensten is Luc Slimbrouck.
- Administratieve Diensten van de Kamer[4]

## Werking

### Organisatorisch
- per legislatuurperiode: De Kamer van volksvertegenwoordigers wordt vernieuwd bij de federale wetgevende verkiezingen. Deze verkiezingen vonden eerst om de vier jaar plaats, vanaf 2014 is dit om de vijf jaar. Kort na de verkiezingen wordt de eerste vergadering bijeengeroepen, waarmee de nieuwe legislatuur wordt ingezet. De legislatuur duurt tot de ontbinding van de kamers. Eenmaal de kamers ontbonden moeten er verkiezingen georganiseerd worden binnen veertig dagen en moet de nieuwe Kamer binnen twee maanden samenkomen.
- per parlementair jaar: Het parlementaire jaar, ook wel zitting genoemd, begint de tweede dinsdag van oktober. Dat staat zo in de Grondwet. Het parlementaire jaar begint met de verkiezing van het definitieve Bureau. De eerste vergaderingen zijn gewijd aan de regeringsverklaring. De premier komt in de Kamer het beleid dat zijn regering de volgende maanden wil voeren, toelichten. Nadien volgt er een debat dat gewoonlijk wordt afgesloten met een vertrouwensstemming. De eerste maanden van het parlementaire jaar buigen de Kamerleden zich over de begroting, die in principe voor 31 december wordt aangenomen. De volgende maanden staan er diverse activiteiten op de agenda: wetten maken afhankelijk van de politieke noden, de regering controleren. Het parlementaire jaar wordt over het algemeen gesloten aan de vooravond van het nieuwe parlementaire jaar. In principe schort de Kamer haar activiteiten op na 21 juli. Maar zelfs tijdens de parlementaire vakantie liggen de politieke activiteiten nooit echt stil. Er kunnen commissievergaderingen doorgaan, er vinden audiënties plaats. En als de politieke omstandigheden dat vereisen, kan zelfs de plenaire vergadering bijeengeroepen worden in augustus of september.
- per parlementaire week: Elke werkdag kent een thematische activiteit waarvan ze evenwel altijd kan van afwijken:
  - maandag: eventueel onderzoekscommissies
  - dinsdag: commissievergaderingen
  - woensdag: commissievergaderingen en eventueel plenaire vergadering
  - donderdag: fractievergaderingen en plenaire vergadering met vragenuurtje van 14.15 tot 15.15 uur,; nadien stemmingen over wetsontwerpen en wetsvoorstellen
  - vrijdag: eventueel onderzoekscommissies

## Commissies
Zoals andere parlementen heeft de Kamer een aantal commissies, die zich met wetsontwerpen en -voorstellen met betrekking tot een bepaald onderwerp bezighouden, vóór deze naar de plenaire vergadering (het volledige parlement) gaan. De commissies zijn samengesteld uit een aantal leden, volgens de politieke verhoudingen in de volledige Kamer.
Dit zijn de vaste commissies (anno 2019):
- Landsverdediging
- Sociale Zaken
- Justitie
- Buitenlandse Betrekkingen
- Herziening van de Grondwet en de Hervorming van de Instellingen
- Handels- en economisch recht
- Binnenlandse Zaken, Algemene Zaken en Openbaar Ambt
- Bedrijfsleven, Wetenschapsbeleid, Onderwijs, Nationale Wetenschappelijke en Culturele Instellingen, Middenstand en Landbouw
- Financiën en Begroting
- Infrastructuur, Verkeer en Overheidsbedrijven
- Volksgezondheid, Leefmilieu en Maatschappelijke Hernieuwing

Daarnaast zijn er nog enkele bijzondere commissies:
- Comptabiliteit
- Naturalisaties
- Verzoekschriften
- Vervolgingen
- Reglement en voor de hervorming van de parlementaire werkzaamheden
- Controle betreffende de verkiezingsuitgaven en de boekhouding van de politieke partijen
- Parlementaire overlegcommissie

### Afdelingen
Vroeger, vanaf de oprichting van de Belgische instellingen, werd niet met (thematische) commissies gewerkt, maar met genummerde afdelingen (sections). De volksvertegenwoordigers werden bij loting ingedeeld in zes afdelingen, die elk de wetsontwerpen en -voorstellen bespraken. In elke afdeling had elk wetsvoorstel of -ontwerp een rapporteur. De zes rapporteurs vormden samen met de Kamervoorzitter de middenafdeling (section centrale). Deze werking werd in 1831 overgenomen uit het toenmalige Frans parlement, dat met de bureaux een gelijkaardig systeem had.

## Eedaflegging
Elk Kamerlid moet een eed afleggen, in een van de drie landstalen. Die eed luidt Ik zweer de Grondwet na te leven - Je jure d'observer la Constitution - Ich schwöre, die Verfassung zu beachten en werd vastgelegd in het decreet van 20 juli 1831 betreffende de eedaflegging bij de aanvang der grondwettelijke vertegenwoordigende monarchie.
Voor volksvertegenwoordigers verkozen in de kieskring Brussel-Hoofdstad is de eedaflegging in de eerste taal bepalend voor de taalgroep waartoe hij of zij behoort. In de praktijk zijn de meeste Brusselse volksvertegenwoordigers Franstalige politici; zij leggen hun eed eerst af in het Frans, waardoor zij tot de Franse taalgroep behoren.

## Financieel
Een Kamerlid heeft een brutomaandinkomen van € 7.230,92. Dat is het bedrag na inlevering van 5 % van hun wedde, wat sinds 2012 wordt toegepast. Daarenboven genieten Kamerleden nog andere financiële voordelen en voordelen in natura. Bijvoorbeeld een maandelijkse onkostenvergoeding van € 2.131,32, portvrije zendingen en gratis gebruik van het openbaar vervoer.
Kamerleden met functies in de Kamer, zoals voorzitter, Bureaulid of fractieleider, krijgen een supplementair bedrag. De voorzitter heeft bovendien recht op een wagen met chauffeur.
Een uittredend Kamerlid, dat is een Kamerlid dat niet terugkeert in het parlement krijgt een uittredingsvergoeding. De exacte berekening gebeurt door de quaestuur van de Kamer en is zeer complex, bijvoorbeeld
- In principe 2 maanden loon per begonnen jaar als Kamerlid, met een minimum van 4 en een maximum van 24 maanden loon.
- Wie twaalf jaar heeft gezeteld, heeft recht op 24 maanden lang een bruto vergoeding van € 7.230,90. In tegenstelling tot wat vaak wordt gedacht, ontvangt het gewezen Kamerlid dit bedrag niet in één keer, maar via maandelijkse uitkeringen.
- Een Kamerlid ontvangt eveneens een pensioen. Het pensioen is 75 % van de laatste parlementaire wedde. Hiervoor moet men 45 jaar anciënniteit hebben als Kamerlid. Wie minder anciënniteit heeft, ontvangt een bedrag pro rata volgens het aantal jaren dat men in functie was. De Kamer en Senaat beschikken over een aparte pensioenkas.

## Lobbyregister
Sinds 2018 heeft de Belgische Kamer van volksvertegenwoordigers een Lobbyregister. Dat is een publiek toegankelijke databank met informatie over individuen, groepen en bedrijven die hun standpunt of bezorgdheid met betrekking tot het wetgevingsproces willen uiten. In oktober 2021 stonden er zo'n 154 rechtspersonen en belangenorganisaties in het register. De volledige lijst is vrij raadpleegbaar op de website van de Kamer.

## Taalgroepen
De Kamer is onderverdeeld in een Nederlandse en een Franse taalgroep. De indeling in taalgroepen is op basis van artikel 43 van de Grondwet vastgelegd in een wet.
De leden verkozen in kieskringen die in eentalige taalgebieden liggen, behoren tot die taalgroep. Eventuele leden verkozen in het Duits taalgebied behoren echter tot de Franse taalgroep. De leden verkozen in het tweetalig gebied Brussel-Hoofdstad behoren tot de taalgroep op basis van de taal waarin ze de eed afleggen (of als eerste, indien ze het in meerdere talen afleggen). Vóór de splitsing van Brussel-Halle-Vilvoorde gold dit voor die kieskring.
De indeling is belangrijk vooral bij bijzondere wetten: voor de goedkeuring ervan is (boven op een tweederdemeerderheid) een meerderheid nodig in beide taalgroepen.

## Zetelverdeling
| Partij | Partij                      | 1987-1991 | 1991-1995 | 1995-1999 | 1999-2003 | 2003-2007 | 2007-2010 | 2010-2014 | 2014-2019 | 2019-2024 | 2024-2029 |
| ------ | --------------------------- | --------- | --------- | --------- | --------- | --------- | --------- | --------- | --------- | --------- | --------- |
|        | Volksunie/VU-ID/N-VA        | 16        | 10        | 5         | 8         | 1         | 6         | 27        | 33        | 24        | 23        |
|        | Vlaams Blok/Vlaams Belang   | 2         | 12        | 11        | 15        | 18        | 17        | 12        | 3         | 18        | 20        |
|        | PRL/PRL-FDF/MR              | 23        | 20        | 18        | 18        | 24        | 23        | 18        | 20        | 14        | 19        |
|        | PS                          | 40        | 35        | 21        | 19        | 25        | 20        | 26        | 23        | 20        | 16        |
|        | PTB*PVDA                    | -         | -         | -         | -         | -         | -         | -         | 2         | 12        | 15        |
|        | PSC/cdH/Les Engagés         | 18        | 18        | 12        | 10        | 8         | 10        | 9         | 9         | 5         | 14        |
|        | SP/sp.a-Spirit/sp.a/Vooruit | 32        | 28        | 20        | 14        | 23        | 14        | 13        | 13        | 9         | 13        |
|        | CVP/CD&V                    | 43        | 39        | 29        | 22        | 21        | 24        | 17        | 18        | 12        | 11        |
|        | PVV/VLD/Open Vld            | 25        | 26        | 21        | 23        | 25        | 18        | 13        | 14        | 12        | 8         |
|        | Agalev/Groen(!)             | 6         | 7         | 5         | 9         | 0         | 4         | 5         | 6         | 9         | 7         |
|        | Ecolo                       | 3         | 10        | 6         | 11        | 4         | 8         | 8         | 6         | 12        | 2         |
|        | FDF/DéFi                    | 3         | 3         | -         | -         | -         | -         | -         | 2         | 2         | 1         |
|        | Onafhankelijke              | 1         | -         | -         | -         | -         | -         | -         | -         | 1         | 1         |
|        | PP                          | -         | -         | -         | -         | -         | -         | 1         | 1         | -         | -         |
|        | LDD                         | -         | -         | -         | -         | -         | 5         | 1         | -         | -         | -         |
|        | FN                          | -         | 1         | 2         | 1         | 1         | 1         | -         | -         | -         | -         |
|        | ROSSEM                      | -         | 3         | -         | -         | -         | -         | -         | -         | -         | -         |

### 2007-2010
Dit is een politieke voorstelling. Kijk voor de technische fractievorming bij het hoofdartikel.

### 1995-1999
Eerste legislatuur met 150 leden

### 1991-1995
Laatste legislatuur met 212 leden

## Patrimonium

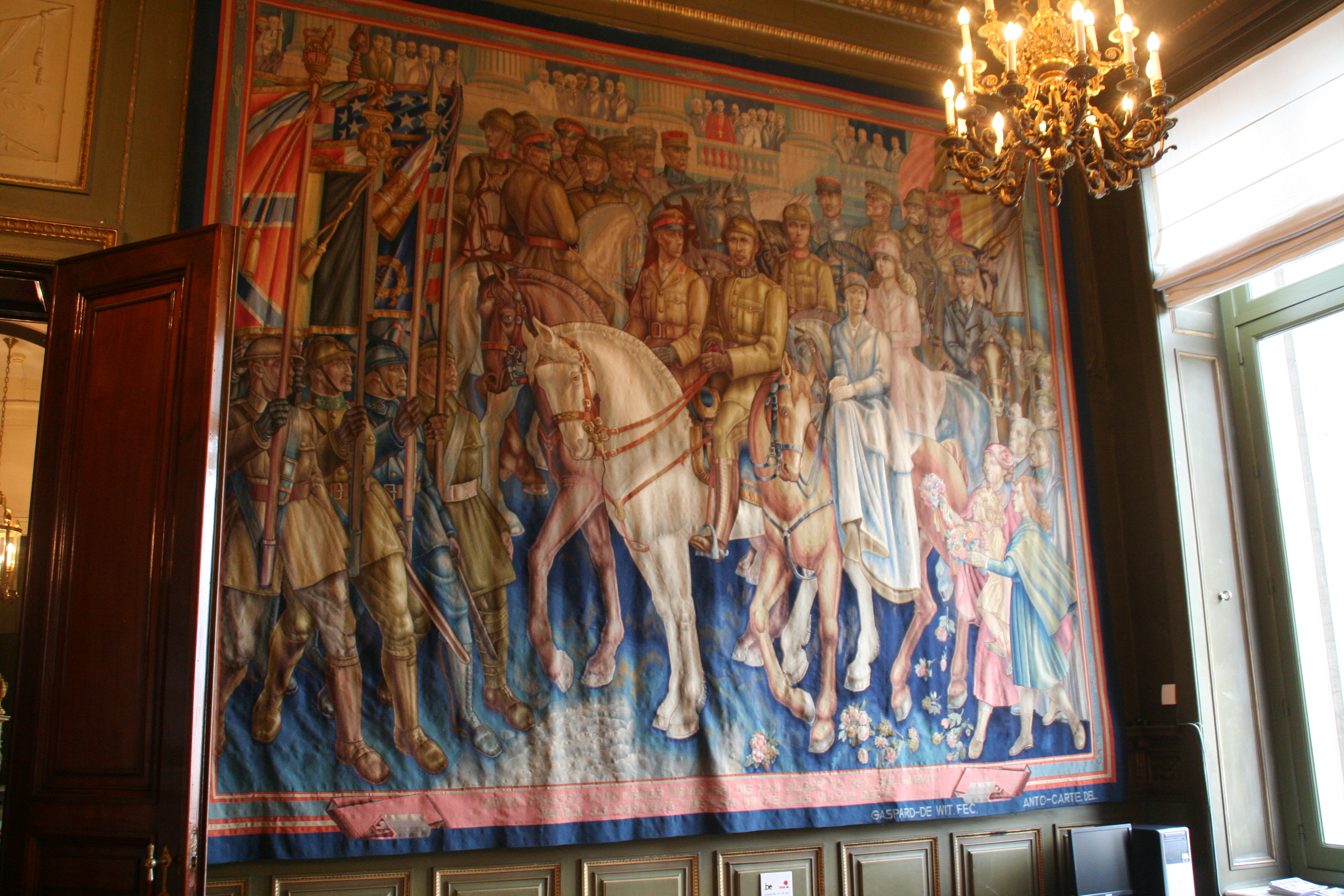
Blijde Intrede van koning Albert in Brussel, Wandtapijt (Verz. Kamer), ontwerp door Anto Carte.

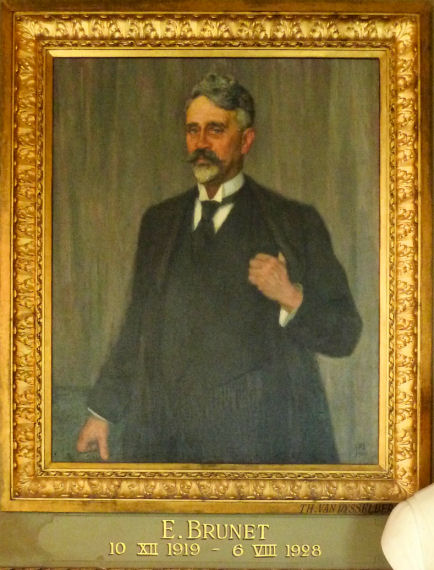
Portret van staatsminister Brunet, door Theo van Rysselberghe

De kamer bezit een aanzienlijk kunstpatrimonium, met werken van Belgische kunstenaars (waaronder: Jozef Janssens de Varebeke, Théo van Rysselberghe, Gustave Van de Woestyne, Anto Carte en Émile Wauters).